# 九一駅
九一駅（クイルえき）は、大韓民国ソウル特別市九老区九老1洞にある、韓国鉄道公社（KORAIL）京仁線（首都圏電鉄1号線）の駅。駅番号は142。駅名は所在地である「九老1洞」から由来。東洋未来大学という副駅名がある。

## 歴史
- 1995年2月16日 - 鉄道庁（当時）の駅として開業。
- 2005年1月1日 - 鉄道庁の改組により韓国鉄道公社(KORAIL)の駅となる。
- 2016年3月29日 - 高尺スカイドームへのアクセスと西岸の利便性向上のため、駅西側に2番出入口を開設。

## 駅構造
単式ホーム1面1線、単式・島式ホーム2面3線の高架駅。安養川の真上に跨ってホームがあるため、駅の出入口は川の両端にある。仁川方面緩行用のホームのみ、急行線の真上にある単式ホームを使用している。

### のりば
| 番線 | 路線                         | 行先                                         | 階層 |
| ---- | ---------------------------- | -------------------------------------------- | ---- |
| 1    | 京仁線 · （首都圏電鉄1号線） | 九老・光云大・逍遥山方面                     | 3階  |
| 2    | 京仁線 · （首都圏電鉄1号線） | 急行線通過ホーム（一部の九老行き電車が停車） | 3階  |
| 3    | 京仁線 · （首都圏電鉄1号線） | 急行線通過ホーム（一部の九老始発電車が停車） | 3階  |
| 4    | 京仁線 · （首都圏電鉄1号線） | 富川・富平・仁川方面                         | 4階  |

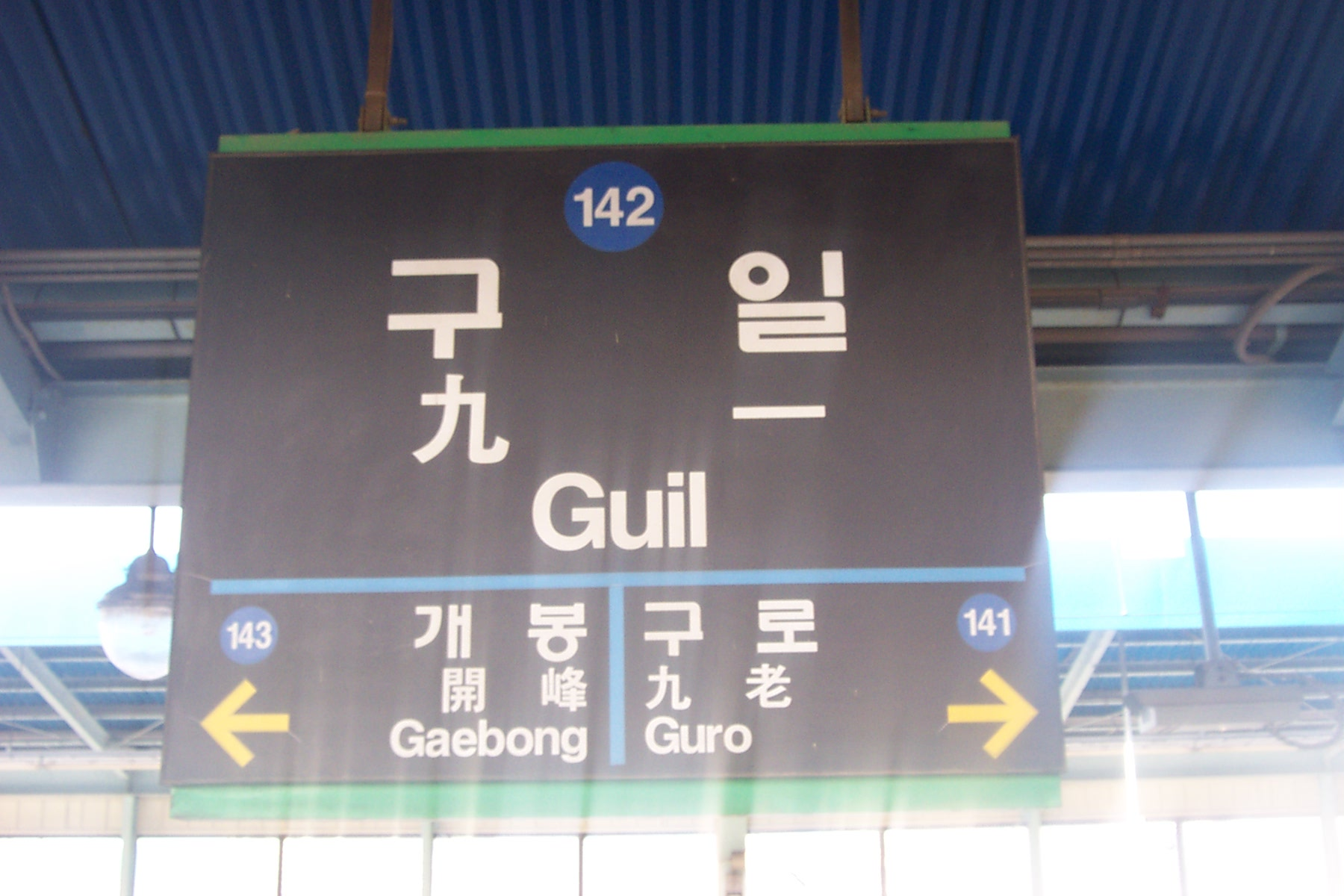
駅名標（更新前）
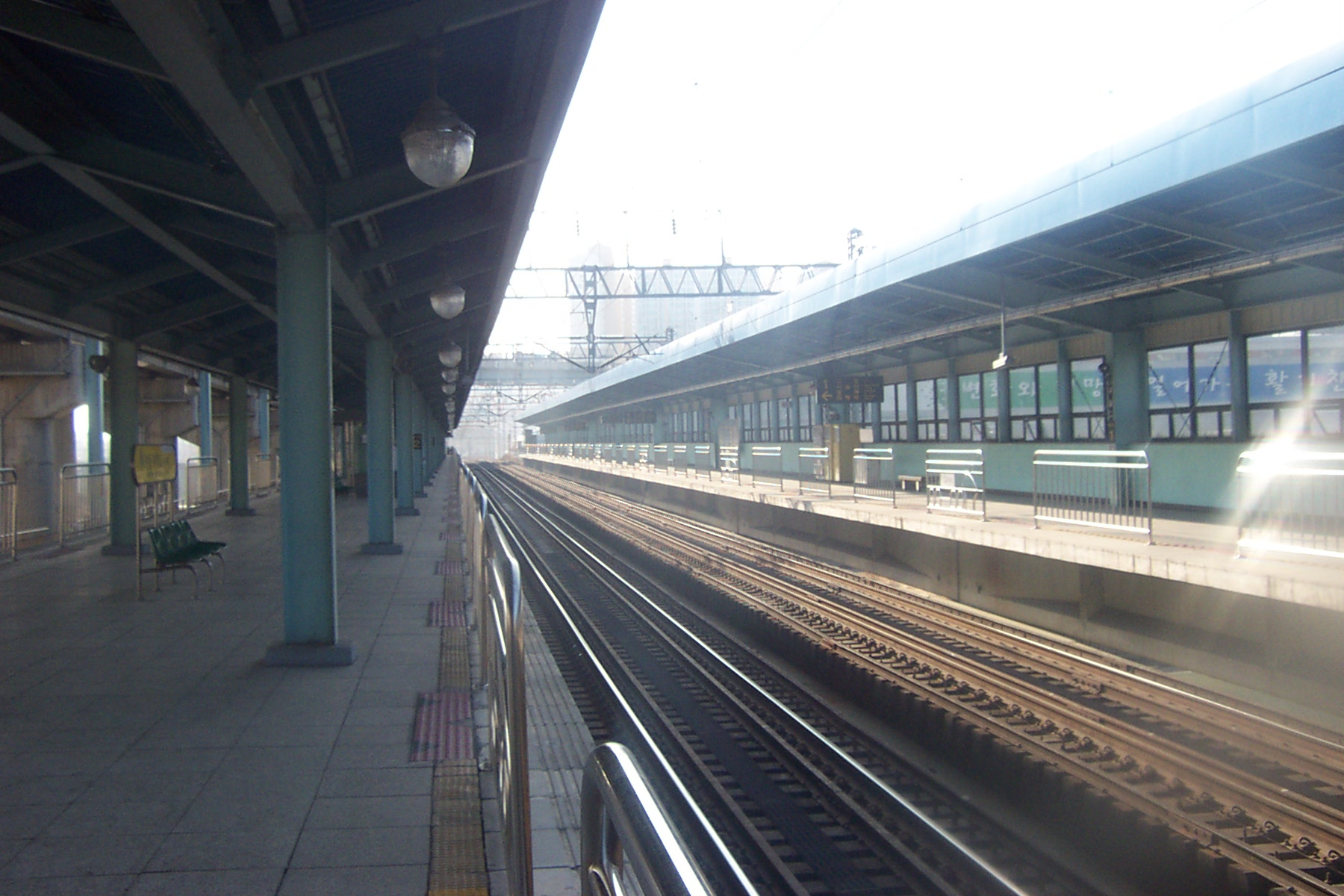
3階ホーム
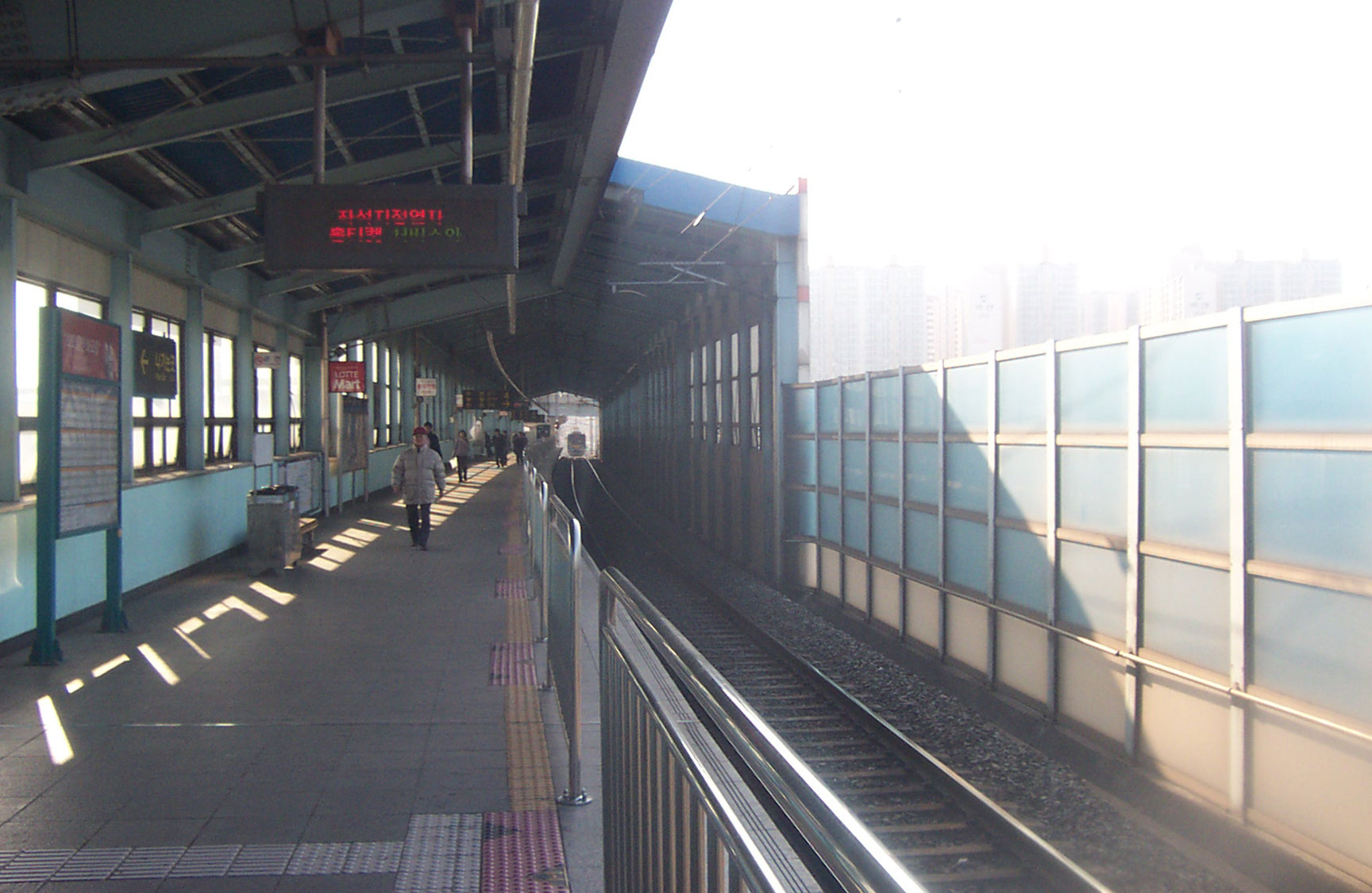
4階ホーム (仁川方面)

## 利用状況
近年の1日平均利用人員推移は下記のとおりである。
| 路線   | 路線     | 2000年 | 2001年 | 2002年 | 2003年 | 2004年 | 2005年 | 2006年 | 2007年 | 2008年 | 2009年 | 出典  |
| ------ | -------- | ------ | ------ | ------ | ------ | ------ | ------ | ------ | ------ | ------ | ------ | ----- |
| 京仁線 | 乗車人員 | 6,237  | 7,467  | 8,367  | 8,709  | 2,028  | 6,759  | 6,615  | 6,775  | 6,538  | 6,348  | [ 1 ] |
| 京仁線 | 降車人員 | 5,276  | 7,613  | 8,149  | 8,320  | 6,285  | 6,673  | 6,799  | 6,561  | 6,319  | 6,200  | [ 1 ] |
| 路線   | 路線     | 2010年 | 2011年 | 2012年 | 2013年 | 2014年 | 2015年 | 2016年 | 2017年 | 2018年 | 2019年 | 出典  |
| 京仁線 | 乗車人員 | 6,520  | 6,434  | 6,212  | 6,098  | 5,880  | 5,862  | 7,182  | 8,141  | 7.840  | 8,154  | [ 1 ] |
| 京仁線 | 降車人員 | 6,360  | 6,243  | 6,064  | 5,949  | 5,707  | 5,805  | 7,275  | 8,248  | 8,176  | 8,433  | [ 1 ] |
| 路線   | 路線     | 2020年 | 2021年 | 2022年 | 2023年 |        |        |        |        |        |        |       |
| 京仁線 | 乗車人員 | 5,286  | 5,339  | 6,668  | 7,413  |        |        |        |        |        |        |       |
| 京仁線 | 降車人員 | 5,422  | 5,432  | 6,725  | 7,533  |        |        |        |        |        |        |       |

開業当時は西岸の京畿道光明市方面への人道橋がなく、東岸のソウル市側の住民が主に利用していた。
現在はソウル特別市九老区住民ばかりでなく、人道橋を通じて西岸の京畿道光明市鉄山洞の住民も多く利用している。

## 駅周辺
- 東洋未来大学校（朝鮮語版）
- ロッテマート九老店
- 高尺スカイドーム - 韓国初のドーム型野球場。
- 九老1洞派出所
- SKテレコム顧客センター

## 隣の駅
韓国鉄道公社
 京仁線（首都圏電鉄1号線）
特急・A急行・B急行　
通過　
緩行
九老駅 (141) - 九一駅 (142) - 開峰駅 (143)